# 岩村田遊廓

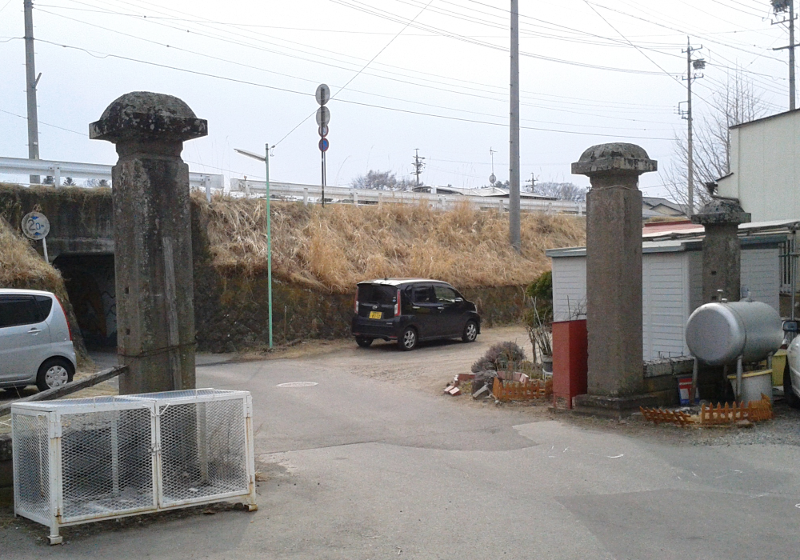
門柱跡

岩村田遊廓（いわむらだゆうかく、岩村田遊廓）は、かつて長野県佐久市岩村田にあった遊廓。

## 歴史
1889年（明治22年）、遊廓開業。

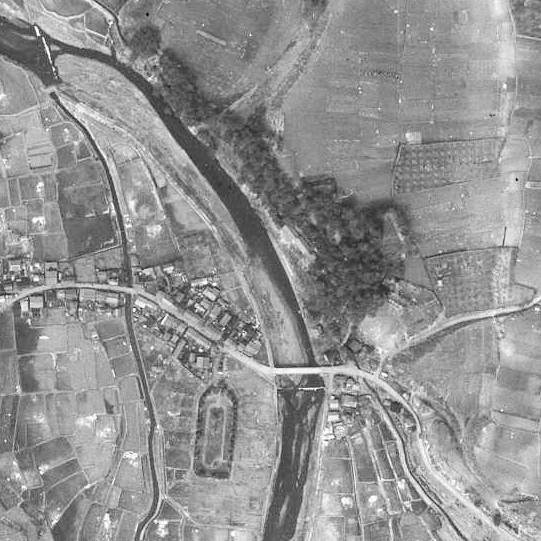
1948年（昭和23年）撮影の鼻顔稲荷神社空撮。中央の森が鼻顔稲荷神社社叢。中央を流れる湯川を挟んで左下に見えるのが遊廓跡か。。

現在の佐久市岩村田（当時・北佐久郡岩村田町）の東部、鼻顔稲荷神社とは湯川を挟んで対岸に位置していた。遊廓周辺の稲荷町・花園町は鼻顔稲荷神社の鳥居前町として発展した街で、遊廓の開業は商業の発展に拍車を掛けた。
中山道・追分宿（北佐久郡軽井沢町）から移った「分里郭」が11軒あった。2階から3階建ての建物が多かった中、「本嘉女屋」は5階建てで、屋上部分はイスラーム建築を思わせるドームがあった。
遊廓があった当時は色情にまつわる都々逸が流行した。いくつか種類があり、これを歌えない者は堅物などといって小馬鹿にされたという。夕方になり、風に乗って運ばれてくる女たちの歌声は、働く若者たちの仕事の手を止めてしまうものだった。誘惑に負け散財したなどという色話が伝えられている。
1940年（昭和15年）、遊廓廃止。